# Географія о. Суйшьо
Острів Суйшьо розташований в південно-західній частині групи. Відділений Південно-Курильською від Кунаширу (34,3 км на північний захід) , Радянською від Хоккайдо та Танфільєва протоками від острова Юрі, який 6 км східніше та Акіюрі (6,3 км). 
Між островом Суйшьо та п-вом Немуро о. Хоккайдо близько 7 км. Тут посеред Радянської протоки знаходиться острів Кайґара. В ясну погоду з острова Суйшьо добре видно береги о. Хоккайдо, зокрема 96-метрову оглядову вежу Аврора на ньому.

Площа острова Суйшьо становить, з різних джерел, від 12,42 
  до 25 км². Найбільша довжина 8,3 км, ширина 6,4 км .
Має складну неправильну форму. Поверхня його рівнинна, висота над рівнем моря — від 9 до 18 м . Острів покритий трав'яною рослинністю, лісів немає. Натомість є болота  та декілька невеликих прісних озер .
Острів оточений скелями, рифами та камінням, що, знаходиться від нього на відстані 1 милі 
На південному краю острова — мисі Зоркий — установлений знак Танфільєва, який підсвічується .
Бухта Зорка вдається в південно-західний берег острова Танфільєва між мисом Зоркий і мисом Удачний, розташованим приблизно за 800 м на північний захід від мису Зоркий. Береги бухти низькі, але з крутими схилами і облямовані кам'янистими пляжами. На північно-східному березі є невелике прісноводне озеро, яке з'єднане з бухтою протокою. У вході в бухту в 180 м на південь від мису Вдалий лежить порослий травою острівець Яєчний заввишки 3,5 м. Між цим острівцем і мисом Вдалий тягнеться кам'янистий риф з глибинами 0,7 - 5,6 м .
Острівець Бочонок висотою 5,6 м лежить на мілині з глибинами менше 5 м в 400 м на північний захід від мису Вдалий. Ця мілина відходить від південно-західного берега острова Танфільєва на 900 м на південний захід. Острівець Бочонок облямований рифом, що осихає (під час припливу оголяється), і порос травою. Поблизу острівця на мілині розкидане висихаюче каміння 
Бухта Грозна вдається в західний берег острова Танфільєва за 650 м на північ від мису Вдалий. Ширина входу в бухту близько 2780 м. Береги бухти здебільшого круті та відмілі. Вхідні миси і північний берег облямовані рифом, що осихає, який покритий водоростями. Уздовж східного берега тягнеться піщано-гальковий пляж. Середня частина бухти прихована від північних і східних вітрів, тут глибини 7 — 11 м, ґрунт — пісок і мушлі 
Бухта Чичеріна вдається в північний берег острова Танфільєва між мисом 45 Дозору (43°28'N, 145°53'Е) і мисом, розташованим за 3 150 м на схід від мису Дозору. У середній частині бухти лежить риф, що осихає. Східна частина бухти прихована від південних і південно-східних вітрів, глибини 8 — 10 м. тут камінь, здебільшого порослий морською капустою. 
Знак, що освітлюється Болотний, встановлений на мисі Болотний — північно-східного краю острова Танфільєва. Банка з найменшою глибиною 4,2 м лежить в 1450 м на північний схід від мису Болотний. Ця банка витягнута з південного заходу на північний схід на 2,2 км. Ґрунт на банку скеля. 
Бухта Танфільєва вдається у східний берег острова Танфільєва між мисом Болотний і мисом Бойовий, що у 3150 м на південь від мису Болотний. Береги бухти Танфільєва, за винятком берега її вершини, стрімкі і перетнуті ярами, схили яких поросли травою. На березі вершини бухти є будинок. Вхідні миси бухти облямовані рифами, що осихають, на яких лежать надводні, осихаючі і підводні камені та скелі. У бухті розкидано багато банок та скель. Найбільш значні їх скелі Крейсер і Кит. У бухті є водорості. Бухта захищена від південно-західних та західних вітрів, у її середній частині глибини 5-7 м, ґрунт - пісок. 

## Геологія
З геологічної точки зору острів Суйшьо складається з осадових порід пізнього крейдяного та палеоценового періодів з наступними нерівномірними вугленосними напластуваннями, що сформувалися в олігоцені . На думку Японії, острів є продовженням півострова Немуро , тобто продовженням берегової лінії японського острова Хоккайдо і не визнається як частина Курильських островів .